# Paul III de Constantinople
Ne doit pas être confondu avec Paul III.
Paul III (en grec : Παύλος Γ΄) est patriarche de Constantinople de 688 à 694. Il préside le concile in Trullo ou Quinisexte de 691 à 692 à l’initiative de l’empereur Justinien II et est proclamé saint après sa mort par l’Église orthodoxe. 

## Biographie
Les sources nous disent très peu sur le passé de Paul III. Nous savons néanmoins qu’avant d’accéder au patriarcat, Paul occupe le rang d’asekretis à la cour impérial, le rôle le plus élevé au sein du secrétariat du palais. Paul était un laïc formé dans une école supérieure.
Une référence dans les actes du troisième concile de Constantinople (680-681) ou le sixième concile œcuménique mentionne l’existence d’un asekretis portant le titre de gloriosus, suggérant qu’il est à la tête du collège des asekretis. Bien qu’il soit difficile de le confirmer, il n’est pas improbable que Paul occupe ce rang durant le troisième concile de Constantinople, puisque le détenteur du titre signe « Paulus » dans les sources. Ce rôle lui aurait permis d’être à proximité de l’empereur et d’être considéré comme un candidat idéal pour le trône patriarcal comme Taraise (784-806) et Nicéphore Ier (806-815) qui occupent ce même titre avant de devenir patriarches.
Paul III commença son patriarcat en janvier 688. Il organisa le concile Quinisexte en 691-692, le présida en l'absence de Justinien II et souscrivit à ses canons, le tout en collaboration avec l'empereur.
Il fut patriarche jusqu'au 20 août 694.
Ce patriarche est pour l'Église orthodoxe un saint, qui est fêté le 2 septembre.

## Le concilein Trullo
Réunit de 691 à 692, le concile in Trullo est une initiative de l’empereur Justinien II visant à affirmer son orthodoxie et à reformer la discipline canonique. En l’absence de l’empereur, c’est Paul III qui introduit les réformes et préside le concile au palais impérial de Constantinople. Ce dernier travaille de concert avec l’empereur pour authentifier les actes du VIe concile œcuménique.
Dans les sources, on place le début du concile à l’automne de 691, bien que pendant longtemps, on fait l’erreur d’adopter l’année 692 comme étant le commencement des réunions en raison d’un document signé par la main de Paul III.
Le concile s’attaque spécifiquement au clergé, au monachisme, aux laïques, à la prostitution, à l’affranchissement d’esclaves qui nécessite trois témoins, aux représentations religieuses qui doivent dorénavant présenter le Christ en « forme humaine » ainsi qu’aux divers abus et superstitions de l’Église orthodoxe.
Malgré le fait d’être exclusivement composé d’évêques orientaux, le concile in Trullo émet la prétention d’être considéré œcuménique et de légiférer pour toute l’Église à travers la personne de Justinien II et la présidence de Paul III. Sans tenir compte des différences politiques et sociales parfois très anciennes des régions et avec un « caractère hostile » envers les usages de l’Occident, le concile in Trullo attire les foudres tant à l’est qu’à l’ouest. Il en résulte un conflit entre l’empereur Justinien II et le pape Sergius ou Serge Ier .

## Le Conflit religieux et la période de crises
Le pape Serge Ier est ordonné de se rendre à Constantinople par l’empereur Justinien II en 692, mais défendu contre l’envoyé impérial par les milices de Ravenne et de Rome. Deux collaborateurs du pape sont arrêtés, mais Serge Ier ne cède pas devant la tentative d’intimidation de Justinien II. 
Suivant l’échec du concile et le conflit entre Justinien II et le pape Sergius, l’empereur est déposé et l’Empire plonge dans un grave période de crises. Les Arabes envahissent le territoire de Byzance sans grandes difficultés et la désorganisation dans l’Empire s’aggrave notamment en raison de l’excentricité et les maladresses de l’Empereur.

## Héritage
Paul III souscrit aux canons du concile in Trullo,est l’un des acteurs principaux dans l’origine du conflit opposant l’empereur Justinien II au pape Serge Ier et a contribué à l’adoption de Denys d’ Alexandrie comme étant une nouvelle autorité canonique.
On fête le saint patriarche Paul III le 2 septembre pour l’Église orthodoxe.